# William Wharton
William Wharton (født Albert William Du Aime 7. november 1925 i Philadelphia, død 29. oktober 2008 i Encinitas) var en amerikansk-født forfatter, som er bedst kendt for sin roman Birdy.

## Liv og gerning
Wharton blev født i Philadelphia, Pennsylvania og voksede op i en mindrebemidlet, hårdtarbejdende, katolsk familie. I 1943 bestod han sin eksamen fra Upper Darby High School.
Under 2. verdenskrig tjente Wharton i den amerikanske hær, hvor han blev hårdt såret under Ardenneroffensiven. Af Whartons erindringer fremgår det, at han havde betænkeligheder ved at være soldat.
Efter krigen tog Wharton en doktorgrad i psykologi og studerede i øvrigt kunsthistorie på University of California, Los Angeles. Wharton underviste senere i kunsthistorie.
Hans første roman, Birdy, udkom i 1978, da Wharton var mere end 50 år. Den handler om drengen Birdy, som er dybt betaget af fugle. Wharton selv havde over 170 kanariefugle, da han var 17 år, og han stoppede aldrig med at holde fugle. 1 Romanen blev hurtigt udbredt og anerkendt, og Wharton modtog flere priser for den. Desuden blev Birdy filmatiseret med Nicholas Cage og Matthew Modine i hovedrollerne.
I 1988 blev Whartons datter, Kate, hans svigersøn, Bill og hans børnebørn, 2-årige Dayiel og Mia på 8 måneder, dræbt i en bilulykke forårsaget af røg fra et nærliggende landbrug. Wharton skrev bogen Ever After: A Father's True Story, som omhandler kampen for oprejsning efter ulykken og sorgen over de døde familiemedlemmer.

## Forfatterskab
- Birdy (1978) ISBN 87-01-17790-7 (dansk: ISBN 87-01-84281-1)
- Far (original titel: Dad) (1981)
- I den klare nat (ISBN 87-00-55062-0) (1982) (original titel: A Midnight Clear, ISBN 9780007457991)
- Scumbler (1984)
- Pride (1985)
- Tidings (1987)
- Franky Furbo (1989)
- Fast Lovers (1991)
- Wrongful Deaths (1994)
- Ever After: A Father's True Story (1995)
- Houseboat on Seine (1996)